# Камышеваха (Кагальницкий район)
Камышева́ха — хутор в Кагальницком районе Ростовской области.
Входит в состав Родниковского сельского поселения.

## География
На хуторе имеется одна улица: Казачья.

## История
Хутор был создан в 1990 году.

## Население
| 2010 |
| ---- |
| 65   |